# Sertularia stabilis
Sertularia stabilis är en nässeldjursart som beskrevs av John Fraser 1942. Sertularia stabilis ingår i släktet Sertularia och familjen Sertulariidae. Inga underarter finns listade i Catalogue of Life.